# Rillenstein von Borchel
Der Rillenstein von Borchel ist ein vorgeschichtlicher Rillenstein und Menhir aus Borchel, einem Ortsteil von Rotenburg (Wümme) im Landkreis Rotenburg (Wümme), Niedersachsen.

## Lage
Der Stein stand ursprünglich auf dem höchsten Punkt einer Moränenkuppe bei Borchel. Bei seiner Auffindung wurden auch zahlreiche kleinere Steine gefunden, die wohl zu einem Rollstein-Pflaster gehören. Er ist heute links neben dem Eingang des Heimatmuseums in Rotenburg (Wümme) aufgestellt.

## Beschreibung
Der Stein ist plattenförmig, verjüngt sich nach oben und ist oben abgerundet. Er besteht aus Granit und hat eine Höhe von 1,07 m, eine Breite von 0,88 m und eine Dicke von 0,41 m. Von einer Schmalseite über eine Breitseite zur anderen Schmalseite verläuft eine leicht bogenförmige Rille. Sie besteht wohl aus zwei schmalen Rillen, die ineinander übergehen. Die Rille hat eine Breite von 6 cm und eine Tiefe von 4 cm. Die andere Breitseite weist drei parallel verlaufende Rillen auf. Sie sind jeweils 30 cm lang, 2 cm tief und bilden ein Band mit einer Gesamtbreite von 10 cm.